# برج بن عزوز
برج بن عزوز بلدية بولاية بسكرة الجزائرية.
تتميز بوفرة الأراضي الصالحة للزراعة ولها ثروة هائلة النخيل ومن ضمنها نوع «دقلة نور» الأجود عالميا كما تتميز بجودة كل المحاصيل الزاعية.
وتاريخيا حفلت بجملة هامة من العلماء ورجال الحركة الوطنية.